# V-BAT無人機
V-BAT(MQ-35A)是一款由Shield AI研發的垂直起降偵察無人機

## 發展
2021年4月下旬，美國海軍選擇V-BAT進行原型機測試。
2022年2月，巴西公司VSK Tactical訂購數量不詳的V-BAT，用於安全和監控相關任務。
2022年12月21日，一架V-BAT與一架Skyways V2.6B無人機同時完成首次無人機運輸任務，兩架無人機分別將22.5公斤的貨物運送到一艘移動的船上，該次任務航程為200nm(370km) 。
2023年3月，美國陸軍宣布V-BAT入選未來戰術無人機系統 (FTUAS)的標案，將於未來取代RQ-7B。 Shield AI將與諾斯洛普·格魯曼合作開發。
2023年10月9日，Shield AI宣布V-BAT已具備無人機群集能力。

## 使用國
乌克兰
 美国

## 外部連結
Company website （页面存档备份，存于）